# Бондарь, Александр Алексеевич
Алекса́ндр Алексе́евич Бо́ндарь (1922—1992) — полковник авиации, Герой Советского Союза (1944).

## Биография
Родился 2 сентября 1922 года в станице Змейская (ныне — Кировский район Северной Осетии) в казацкой семье.
Окончил среднюю школу в 1939 году, поступил на учёбу в аэроклуб в Орджоникидзе. В марте 1941 года был призван на службу в Рабоче-крестьянскую Красную армию. В 1942 году окончил военную авиационную школу пилотов в Краснодаре. С октября 1942 года — на фронтах Великой Отечественной войны. Был лётчиком, командиром звена и эскадрильи. Участвовал в боях на Юго-Западном и 3-м Украинском фронтах. Дважды был ранен. Принимал участие в операции «Сатурн», Харьковской операции, битве за Днепр, Никопольско-Криворожской, Одесской операциях, боях за плацдармы на Днестре, Ясско-Кишинёвской и Будапештской операциях. В 1944 году вступил в ВКП(б). К июню 1944 года старший лейтенант Александр Бондарь был заместителем командира и штурманом эскадрильи 866-го истребительного авиаполка 288-й истребительной авиадивизии 17-й воздушной армии 3-го Украинского фронта.
К июню 1944 года Бондарь совершил 252 боевых вылета, принял участие в 48 воздушных боях, в которых сбил 15 вражеских самолётов.
Указом Президиума Верховного Совета СССР от 19 августа 1944 года за «образцовое выполнение боевых заданий командования и проявленную при этом храбрость, мужество и героизм» старший лейтенант Александр Бондарь был удостоен высокого звания Героя Советского Союза с вручением ордена Ленина за номером 17087 и медали «Золотая Звезда» за номером 3461.
К концу войны капитан А. А. Бондарь совершил 328 боевых вылетов, провёл 70 воздушных боёв, сбил лично 19 самолётов противника.
4 апреля 1945 года выстрелом из пистолета тяжело ранил в голову лётчика Героя Советского Союза Виталия Микрюкова, чей полк базировался на том же аэродроме Традсдорф (Австрия). Рана оказалась смертельной. 25 июня военным трибуналом 17-й воздушной армии Бондарь Александр Алексеевич был осуждён по статье по 137 УК РСФСР и приговорён к 8 годам лишения свободы, военным трибуналом южной группы войск мера наказания был снижена до 3 лет. На основании ст. 1 п А Указа Президиума Верховного Совета СССР от 7 июля 1945 года об амнистии в связи с победой над гитлеровской Германией был освобождён от отбытия наказания.
Трибуналом было возбуждено ходатайство о лишении звания Героя и наград, которые сначала было поддержано Главной прокуратурой. Рассмотрение вопроса несколько раз откладывалось. В январе 1950 года, с учётом положительных характеристик с места службы, ходатайств командиров разных уровней, вплоть до главкома ВВС Жигарева, генеральным прокурором Сафоновым было дано новое заключении о сохранения звания и наград.
Продолжил службу в Советской армии. Служил на Дальнем Востоке, осваивал реактивные самолёты, стал лётчиком 1-го класса. В 1958 году в звании полковника Бондарь был уволен в запас. Проживал в городе Армавире Краснодарского края. Окончил школу машинистов тепловоза, работал на железной дороге.
Умер 14 мая 1992 года, похоронен в парке станицы Змейская.

## Награды
- Медаль «Золотая Звезда» Героя Советского Союза;
- орден Ленина;
- орден Красного Знамени;
- орден Александра Невского;
- орден Отечественной войны 1-й степени;
- три ордена Красной Звезды;
- медали[1].

## Память
- В честь Бондаря названа улица в станице Змейская.
- На фасаде дома, где жил Герой, установлена мемориальная доска.
- С 2006 года имя Бондаря носит Змейская средняя школа № 1[1].